# Olmsted Falls, Ohio
Olmsted Falls là một thành phố thuộc quận Cuyahoga, tiểu bang Ohio, Hoa Kỳ. Năm 2010, dân số của thành phố này là 9024 người.

## Dân số
- Dân số năm 2000: 7962 người.
- Dân số năm 2010: 9024 người.